# Bella Vista Amambay
Bella Vista Amambay – miasto w departamencie Amambay, w Paragwaju. Według danych na rok 2020 miasto zamieszkiwało 17 765 osób, a gęstość zaludnienia wyniosła 4,8 os./km².

## Demografia
Ludność historyczna:
| Rok                         | 2000 | 2005   | 2010   | 2015   | 2020   |
| --------------------------- | ---- | ------ | ------ | ------ | ------ |
| Ludność                     | 9739 | 11 511 | 13 447 | 15 537 | 17 765 |
| Gęstość zaludnienia os./km² | 2,6  | 3,1    | 3,6    | 4,2    | 4,8    |

Ludność według grup wiekowych na rok 2020:
| Wiek                                | 0–9 lat | 10–19 lat | 20–29 lat | 30–39 lat | 40–49 lat | 50–59 lat | 60–69 lat | 70–79 lat | 80+ lat |
| ----------------------------------- | ------- | --------- | --------- | --------- | --------- | --------- | --------- | --------- | ------- |
| Liczba osób w danej grupie wiekowej | 3660    | 3510      | 3157      | 2653      | 1837      | 1368      | 926       | 447       | 206     |

Struktura płci na rok 2020:
| Płeć                         | Mężczyźni | Kobiety |
| ---------------------------- | --------- | ------- |
| Liczba osób w danej płci     | 8982      | 8783    |
| Liczba osób w danej płci w % | 50,6      | 49,4    |

## Klimat
Średnia temperatura powietrza wynosi 23°C. Najcieplejszym miesiącem jest luty (26°C), a najzimniejszym miesiącem jest lipiec (18°C). Średnie opady wynoszą 2151 milimetrów rocznie. Najbardziej wilgotnym miesiącem jest kwiecień (316 milimetrów deszczu), a najbardziej suchym miesiącem jest sierpień (18 milimetrów).

## Znane osoby urodzone w Bella Vista Norte
- Denis Caniza – paragwajski piłkarz